# Adriana Brunstein
Adriana Brunstein (São Paulo, 1970) é uma roteirista e dramaturga brasileira.
Cientista por formação, largou o trabalho com física quântica e genética para dedicar-se apenas à ficção. É roteirista de inúmeros curtas, e do longa Liz Vamp (de Liz Marins). 
Sua primeira peça de teatro, Flores de Asfalto, estreou no dia 24 de Outubro de 2008 nas Satyrianas, o maior festival de teatro do Brasil. A peça foi protagonizada por Gustavo Goulart, Ator e Músico brasileiro de carreira internacional, reconhecido por seus filmes nos Estados Unidos e por personagens que fez em novelas da Rede Globo. 
O outro protagonista de Flores de Asfalto foi o Ator Renato Jardim, que hoje é YouTuber (canal Cabeça de Tinta) e Apresentador de um programa de variedades no canal MixTV. A peça foi dirigida por Marcos Azevedo, que ficou conhecido por ter sido o primeiro Diretor Teatral da história a realizar dois espetáculos simultaneamente, em dois continentes diferentes (América do Sul e Europa), com comunicação direta e interatividade ao vivo (via streaming) entre as ações cênicas dos elencos de ambos os espetáculos. 
É dona do blog de ficção Pontada no Apêndice. Na área de HQ, ganhou o Troféu HQ Mix 2009 como Melhor Roteirista pelo álbum Prontuário 666: Os Anos de Cárcere de Zé do Caixão, feito em parceria com Samuel Casal. A história é prelúdio do filme Encarnação do Demônio (de Zé do Caixão), no qual Adriana também foi Assistente.